# كارولي ريتش
كارولي ريتش (بالمجرية: Reich Károly) هو مؤلف وكاتب ورسام توضيحي ورسام مجري، ولد في 8 أغسطس 1922 في Balatonszemes ‏ في المجر، وتوفي في 7 سبتمبر 1988 في بودابست في المجر.

## وصلات خارجية
- كارولي ريتش على موقع IMDb (الإنجليزية)